# Acer sutchuenense
Acer sutchuenense là một loài thực vật có hoa trong họ Bồ hòn. Loài này được Franch. mô tả khoa học đầu tiên năm 1894.